# Play Around the Christmas Tree (musikalbum)
Play Around the Christmas Tree är ett studioalbum från 2004 av den svenska musikgruppen Play. Detta albumet består av coverversioner av jullåtar. 

## Låtlista
1. " Sleigh Ride " – 3:24
2. " Winter Wonderland " – 2:03
3. " O Holy Night " – 3:38
4. " Let it Snow " – 1:48
5. " Rudolph the Red Nosed Reindeer " – 1:54
6. " Silver Bells " –2:10
7. " Rockin' Around the Christmas Tree " – 2:07
8. " The Christmas Song " – 3:13
9. " All I Want for Christmas Is You " – 3:55
10. " Silent Night " – 3:04